# (2409) Chapman
(2409) Chapman est un astéroïde de la ceinture principale.

## Description
(2409) Chapman est un astéroïde de la ceinture principale. Il fut découvert le 17 octobre 1979 à la station Anderson Mesa par Edward L. G. Bowell. Il présente une orbite caractérisée par un demi-grand axe de 2,27 UA, une excentricité de 0,19 et une inclinaison de 3,5° par rapport à l'écliptique.

## Compléments